# Compreensão de lista
Uma compreensão de lista é uma construção sintática disponível em algumas linguagens de programação para criação de uma lista baseada em listas existentes. Ela segue a forma da notação de definição de conjunto matemática (compreensão de conjunto) como forma distinta para uso de funções de mapa e filtro.

## Visão geral
Considere o seguinte exemplo na notação de definição de conjunto:
{\displaystyle S=\{\,2\cdot x\mid x\in \mathbb {N} ,\ x^{2}>3\,\}}
Isto pode ser lido, "{\displaystyle S} é o conjunto de todos os números "2 vezes {\displaystyle x}" onde {\displaystyle x} é um item no conjunto dos números naturais ({\displaystyle \mathbb {N} }), pelo qual {\displaystyle x} ao quadrado é maior que {\displaystyle 3}."
Nesta versão anotada do exemplo:
{\displaystyle S=\{\,\underbrace {2\cdot x} _{\color {Violet}{\text{função de saída}}}\mid \underbrace {x} _{\color {Violet}{\text{variável}}}\in \underbrace {\mathbb {N} } _{\color {Violet}{\text{conjunto de entrada}}},\ \underbrace {x^{2}>3} _{\color {Violet}{\text{predicado}}}\,\}}
- {\displaystyle x} é a variável que representa os membros de um conjunto de entrada
- {\displaystyle \mathbb {N} } representa o conjunto de entrada, que neste exemplo é o conjunto dos números naturais
- {\displaystyle x^{2}>3} é uma função predicado que age como um filtro nos membros do conjunto de entrada
- {\displaystyle 2\cdot x} é uma função de saída que produz membros do novo conjunto de membros do conjunto de entrada que satisfaz a função predicado
- {\displaystyle \{\}} colchetes contém a expressão
- {\displaystyle \mid } {\displaystyle ,} a barra vertical e a vírgula são separadores

As primeiras referências encontradas em linguagens sobre a notação de lista de compreensão foram por Rod Burstall e John Darlingtons em 1977 na NPL, mas já havia construtores similares na SETL.

## Exemplos em diferentes linguagens de programação
As subseções a seguir fornecem alguns exemplos de sintaxe específica usada nas linguagens de programação.
Apesar do exemplo original denotar uma lista, algumas linguagens podem expressar que, assim em alguns daqueles casos mostramos como retirar um subconjunto de {\displaystyle \{0,1,...,100\}} em vez de um subconjunto de {\displaystyle \mathbb {N} }.

### Haskell
Podem ser também escritas com funções de alto-nível como map e filter. No mesmo acima, a notação S pode ser escrita como:
```
s
 
=
 
[
 
2
*
x
 
|
 
x
 
<-
 
[
0
..
],
 
x
^
2
 
>
 
3
 
]

```

### Python
A linguagem de programação Python possui uma sintaxe correspondente para expressar compreensões de lista. O equivalente próximo em Python para o exemplo acima está a seguir:
```
S
 
=
 
[
2
 
*
 
x
 
for
 
x
 
in
 
range
(
101
)
 
if
 
x
 
**
 
2
 
>
 
3
]

```

Compreensões de lista foram introduzidos na versão 2.0 do Python.
O generator foi introduzido a partir do Python 2.4. Então a notação S usando geradores para iterar listas infinitas pode ser:
```
from
 
itertools
 
import
 
count

S
 
=
 
(
x
 
for
 
x
 
in
 
count
()
 
if
 
x
**
2
 
>
 
3
)

```